# 千里阪急ホテル
千里阪急ホテル（せんりはんきゅうホテル）は大阪万博に合わせて開業した大阪府豊中市の千里ニュータウンにある阪急電鉄系のホテルである。
現在は阪急阪神第一ホテルグループに所属している。

## 概要
千里阪急ホテルは、千里ニュータウンの中心となる千里中央駅前に位置している。
大阪国際空港（伊丹空港）へは大阪モノレールで、梅田や難波など大阪の中心地へも北大阪急行と地下鉄御堂筋線（直通運転）で、ともに乗り継ぎなしで行けるという交通利便の地にある。
また、周辺はみどりが豊かな場所にあり、環境は落ち着いている。
建物の老朽化の進展などから、2025年度末頃に営業を終了する予定である。

## 沿革
- 1970年（昭和45年）3月1日 - 大阪万博開催と同時に開業
- 2020年（令和2年）3月1日 - 開業50周年記念日
- 2026年（令和8年）春 - 営業終了予定[2]

## アクセス
- 北大阪急行・大阪モノレール千里中央駅より徒歩3分

## 施設概要
- 西館：地上7階・地下1階建て　東館：地上4階建て
- 総客室数：203室

## 周辺施設
- 千里阪急
- 千里ライフサイエンスセンター
- 千里中央公園
- 万国博記念公園
  - 国立民族学博物館